# Уайт, Джимми
Джеймс (Джи́мми) Уо́ррен Уа́йт (англ. James (Jimmy) Warren White; род. 2 мая 1962, Лондон) — английский профессиональный игрок в снукер. Шестикратный финалист чемпионатов мира и победитель более чем тридцати профессиональных соревнований.
Член Зала славы снукера с 2017 года.

## Юные годы
Родился Джимми Уайт в Лондоне, учился в колледже имени Эрнеста Бевина. 
Начал увлекаться снукером в возрасте восьми лет. Тогда вместе со своим другом Тони Мео Джимми часто сбегал с занятий в школе и приходил играть в местном клубе Тедда Зеникелли. Так как в колледже особыми знаниями он не блистал, директор разрешил ему на время уходить на тренировки. Вскоре талант мальчиков заметил лондонский таксист. Он стал спонсировать их и возил по всей стране, чтобы они раскрыли свой потенциал на любительских соревнованиях. Уайт улучшал свою игру и побеждал на различных мелких турнирах. Так было до тех пор, пока его не пригласили на чемпионат Англии среди юниоров в 1977 году. К тому времени он уже достаточно хорошо овладел техникой и тактическим мастерством и выиграл первенство в возрасте 15 лет. Следующим шагом стал успех на национальном любительском чемпионате. Уайт не только победил, но и стал одним из самых молодых чемпионов этого турнира.
Этой победой Джимми фактически открыл себе путь на международную арену. Уже на следующий год он получил приглашение на любительский чемпионат мира который Уайт выиграл, установив абсолютный рекорд по возрастным показателям победителя — ему было всего 18 лет. Почти сразу же после успеха на чемпионате Джимми получил лицензию на выступления в профессиональных турнирах.

## Карьера

### Ранняя карьера (1980—1985)
В начале восьмидесятых мэйн-тур насчитывал в общем 27 спортсменов. Новые, сильные игроки снукеру в то время были очень необходимы. Вместе с Тони Мео Уайт буквально ворвался в мэйн-тур. В дебютный же сезон Джимми попал на чемпионат мира. Там он в тяжёлой борьбе уступил будущему победителю Стиву Дэвису 8:10.
Второй сезон англичанин начал с очередной сенсации: он выиграл Scottish Masters и стал самым молодым игроком, которому покорился профессиональный турнир. И хотя Джимми провалил следующее же соревнование, он быстро исправил ситуацию, победив Дэвиса 11:9 на четвёртом для него соревновании — Northern Ireland Classic. А на чемпионате Британии его лишь в полуфинале остановил всё тот же Стив. К мировому первенству Джимми подошёл в отличной форме. Он без проблем прошёл канадца Клиффа Торбурна 10:4, южноафриканца Перри Манса 13:6 и канадца Кирка Стивенса 13:9. За выход в финал он боролся с более опытным Алексом Хиггинсом, и тот поединок стал одним из самых драматичных в истории Крусибла. Ни Уайт, ни Хиггинс до последнего момента не хотели уступать друг другу, но в решающей партии Алекс лучше воспользовался своими шансами.
- Решающая партия чемпионата мира 1982 года. Джимми Уайт — Алекс Хиггинс видео

Результаты Уайта немного ухудшились в сезоне 1982/83. Он дважды появлялся в финалах, и дважды его обыгрывал Рэй Риардон. Также он проиграл в первом раунде чемпионата мира Тони Мео. Ещё больше он усложнил своё положение после того, как на ранних стадиях выбыл из первых трёх соревнований следующего сезона. Уайт победил на Мастерс 1984 года. Там он показал свой талант забивать шары с большой силой и с сильными винтами.
Затем последовал финал чемпионата мира, первый финал Джимми из шести. Его соперником вновь стал Стив Дэвис. Первую часть Дэвис разгромно выиграл 12:4, но Уайт сумел по ходу действия сократить отставание до минимума — сначала 11:13, а потом 16:17, но кубок чемпиона получил Стив Дэвис.
- Удары Джимми Уайта на Masters 1984 г.  видео
- Финал чемпионата мира 1984 года часть 1  видео
- Финал чемпионата мира 1984 года часть 2  видео

Джимми начал следующий год седьмым в рейтинге. Неплохой старт обозначился очередным финалом на Scottish Masters, но там снова он не смог победить Дэвиса. Также англичанин поучаствовал в финалах World Doubles (в паре с Алексом Хиггинсом), Carlsberg Challenge и Benson and Hedges Irish Masters, но в отличие от неудачного Scottish эти турниры он выиграл. На мировом первенстве Джимми дошёл до стадии 1/4, по пути обыграв Мео, 13:11, однако проиграл Тони Ноулзу, 10:13.

### Расцвет (1985—1995)
Сезон 1985/86 стал для англичанина одним из лучших. Он побывал на главных стадиях Scottish Masters и Goya Matchroom Trophy. Кроме того, Джимми попал в полуфинал чемпионата Великобритании; он также защитил свои титулы на Carlsberg Challenge и Irish Masters и выиграл пригласительный турнир Pot Black Cup. Уайт всё ещё оставался без рейтингового титула, и поэтому победа на Mercantile Credit Classic 1986 вызвала у него бурную радость. А на чемпионате мира он вновь остановился на стадии 1/4, и вновь его обыграл Стив Дэвис.
Успешным оказался и следующий год. Джимми выиграл два рейтинговых турнира и снова вышел в финал Mercantile Credit Classic, но не сумел одолеть Дэвиса и проиграл в контровой партии. На ЧМ-1987 он уже в четвёртый раз встретился со Стивом, на сей раз полуфинале, но и здесь уступил — 11:16. Однако именно после этого сезона он начал выигрывать всё больше и больше рейтинговых соревнований. И хотя в следующем году Уайт остался без побед, очередной полуфинал в Крусибле удержал его на втором месте в рейтинге.
В сезоне 1988/89 Уайт проиграл в финале Fidelity Unit Trusts International Стиву Дэвису, и это поражение, казалось, окончательно поставило крест его надеждам на первое место в рейтинге. Однако Уайт выиграл у Дэвиса в финале Canadian Masters 9:4. Он также победил на нерейтинговом Hong Kong Masters. На чемпионате мира англичанину попалась не самая тяжёлая сетка, однако уже в четвертьфинале он оступился на Джоне Пэрроте. Несмотря на две победы и один финал, Джимми всё же опустился на одну строчку в мировой классификации.
Сезон 1989/90 стал одним из самых блеклых и невыразительных. Из примерно пятнадцати турниров успеха Уайт добился лишь на World Matchplay. Маленьким утешением стал второй финал на первенстве мира, особенно если учесть, что в 1/2 финала он выбил из борьбы Дэвиса со счётом 16:14. Однако в финале Джимми не смог преодолеть сопротивление молодого, но сильного Стивена Хендри. По итогам сезона Джимми поднялся с 4-й позиции до 3-й в табели о рангах.
В следующем сезоне Уайт победил на Mercantile Credit Classic и World Matchplay, выиграл новые турниры European Open и World Masters. В последнем турнире он получил самые крупные призовые на то время — 200 000 фунтов стерлингов. На чемпионате мира Джимми уже по традиции стал вторым. Только на этот раз соперником его был Джон Пэррот, и счёт был несколько иным — 11:18. Но все эти результаты никак не повлияли на место англичанина в мировом рейтинге — он так и остался третьим.
В своём четвёртом финале чемпионата мира Уайт вновь играл с Хендри. После более чем половины игры счёт был 14:8 в пользу Джимми. Ему оставалось взять всего четыре партии, но Стивен сумел не только отыграться, но и выиграть в конечном итоге весь чемпионат. При этом Джимми Уайт стал обладателем максимального брейка, который он сделал в матче против Тони Драго. И хотя в целом сезон получился неплохим, позиция Джимми по-прежнему была неизменна — он шёл третьим.
В 1992 году Уайт завоевал рекордно высокое для себя количество рейтинговых титулов, из которых есть второй и третий по значимости в мэйн-туре. Также Джимми снова стал триумфатором на British Open. На чемпионате мира в решающей стадии Хендри обыграл Уайта 18:5. Это было второе по величине поражение в истории чемпионатов.
Свой последний, и одновременно самый памятный финал Джимми сыграл через год в возрасте 32 лет. Начал матч Уайт плохо, проигрывая Хендри 1:5. Однако он не позволил шотландцу повторить разгромную победу 1993-го и вышел вперед со счётом 10:9. Затем последовала долгая и упорная борьба, в результате которой Стивен вновь оказался впереди сперва 15:13, а потом и 17:16. Но Джимми не сломался — он тут же провёл серию в 75 очков, которая позволила ему свести дело к последнему, 35-му фрейму. Джимми вёл в партии — 37:24, но ошибся на простом чёрном, который давал ему право на стопроцентно выигрышный брейк. Комментатор встречи, Деннис Тейлор, заметил тогда: «Дорогой мой, надо было лишь чуть повнимательнее отнестись к этому удару». Если бы Уайт забил этот шар, на столе тогда оставалось всего 5 красных, и даже трёх из них хватало для победы. Стивен Хендри со своей серией в 58 очков поставил точку в том драматичном поединке.

### Последующая карьера (1995 — 2019)
Сразу же после шестого «промаха» в Крусибле качество игры Джимми стало заметно ухудшаться. Всё чаще он стал выбывать на ранних стадиях, причем с довольно неприличным счётом. В сезоне 1994/95 его самым лучшим результатом стало участие в полуфиналах International Open, Masters и чемпионата мира. Джимми закончил сезон под седьмым номером, то есть опустился на три строки.

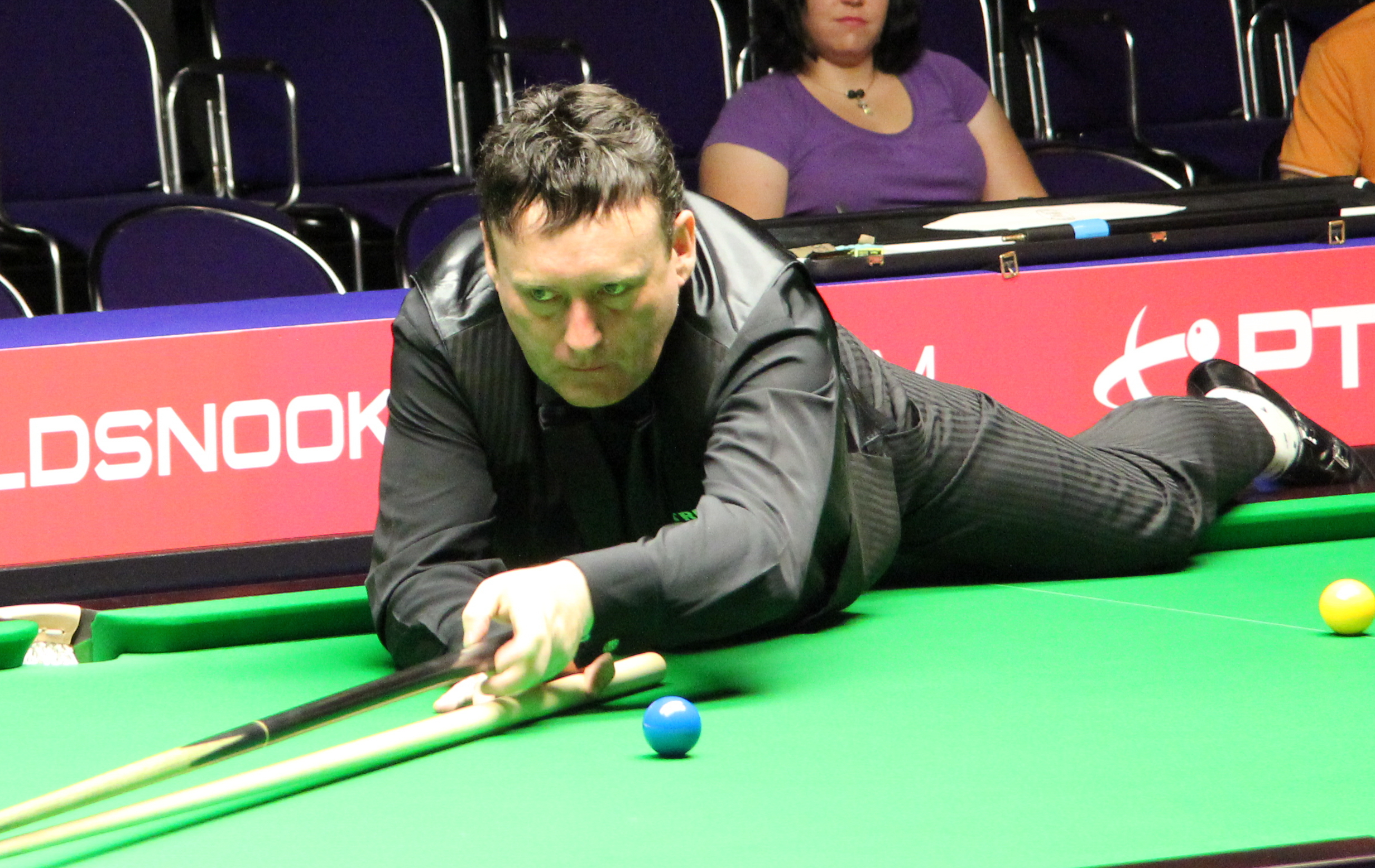
Джимми Уайт в 2011 году

Старт следующего сезона у Джимми снова не задался. На турнире Thailand Classic он сначала едва-едва победил канадца Алена Робиду, 5:3, однако уже на втором этапе с таким же счётом проиграл Джо Свэйлу. На Гран-при Уайт ограничился четвертьфиналом, по пути он дважды побеждал своих соперников всухую. Чемпионат Великобритании получился неоднозначным. Хотя Джимми с лёгкостью прошёл первые две стадии, он оступился в 1/8 финала, во второй раз за карьеру проиграв Джону Хиггинсу — 6:9. Далее последовала целая полоса неудач: Уайт трижды уступал своим противникам в первом раунде рейтинговых соревнований. Причём два раза подряд он проиграл Стиву Джеймсу, который не входил в шестнадцать сильнейших. Только к концу сезона он сумел выиграть в первом круге. На первенстве мира англичанин уже в 1/16 не смог преодолеть сопротивление тайца Джеймса Уоттаны. По меркам Джимми это был отвратительный сезон, и тринадцатое место в рейтинге лишь подтверждало это. Хотя худшие результаты были ещё впереди.
В 1996 году он даже установил свой личный антирекорд: в пяти подряд рейтинговых турнирах Уайт не прошёл дальше первого раунда. На International Open он в 1/32-й разгромил Майкла Джаджа 5:1, затем — Дэйва Финбоу, а в 1/8-й переиграл Найджела Бонда 5:3. В четвертьфинале Уайта ждал его принципиальнейший соперник — Стивен Хендри. И на этот раз пятикратный чемпион мира легко выиграл 5:2. На European Open он вышел в шестнадцать сильнейших, где в который раз проиграл Хиггинсу, 3:5. Эти результаты были не так уж и плохи по сравнению с началом сезона.
На Thailand Open 1997 Уайт в первом раунде выиграл у Питера Лайнса 5:0. Но сразу же после этого проиграл Стивену Хендри 2:5. Больше ничем Уайт себя не проявил и проиграл стартовый матч чемпионата мира Энтони Хэмилтону. За три года, начиная с середины 1994-го, Джимми так ни разу и не появился в финале рейтинговых соревнований, и в конце концов покинул пределы Топ-16.
Джимми попытался вернуться в снукерную элиту в 1997 году, здорово стартовав с двух подряд финалов. В этом же сезоне он стал финалистом Премьер-лиги. Но это были финалы нерейтинговых турниров, и усилия вернуться в шестнадцать сильнейших в тот раз не увенчались успехом. На мировом чемпионате Уайт в 1/16-й буквально разгромил Хендри, 10:4 и Даррена Моргана 13:3. Остановил Джимми в четвертьфинале его приятель — Ронни О’Салливан. Джимми был в шаге от возвращения в топ-16, но это поражение оставило его надежды на будущее.
В сезоне 1998/99 Уайт одержал победу на пригласительном турнире Pontins Professional, снова стал вторым в Премьер-лиге и квалифицировался на чемпионат мира, но проигрыш в первом же раунде Алану Макманусу снова обрёк Джимми на прохождение квалификации. При возрасте под сорок ему физически было труднее справляться с многочисленными нагрузками и тренировками. Но на British Open 2000 впервые за шесть лет Уайт вышел в финал рейтингового турнира, где его победил Питер Эбдон 9:6. Игра англичанина постепенно улучшалась, и вскоре Джимми появился в полуфинале на Гран-при, а также помог победить своей сборной на Nations Cup. Уайт не сумел пробиться на первенство мира, но несмотря на это он по итогам двух сезонов стал одиннадцатым.
Результаты сезона 2001/02, исключая чемпионат мира, вполне удовлетворили ожидания Джимми. С двумя четвертьфиналами он заслуженно поднялся ещё на одну строчку в рейтинге; кроме того, Джимми попал в полуфинал престижного турнира Мастерс и, таким образом, повысил количество заработанных призовых до £4 миллионов.
На чемпионате мира в первом матче Джимми Уайт расправился с валлийцем Домиником Дэйлом 10:2, но в следующем раунде Мэттью Стивенс разргомил самого Джимми со счётом 13:3.
Следующий сезон стал полным разочарованием для Уайта. Он не только не вышел ни в один финал, но и проиграл в дебютных матчах шесть раз кряду. Из-за этого Уайт вновь поставил под угрозу своё место в шестнадцати сильнейших и всё же, благодаря результатам предыдущего сезона, он остался в топе по крайней мере на следующий год. К сезону 2003/04 Джимми готовился очень старательно. В первых двух соревнованиях он выбыл на ранних стадиях. Но на чемпионате Британии Уайт дошёл до полуфинала, где не сумел дожать Мэттью Стивенса и в итоге уступил 7:9. Далее на вновь учреждённом European Open Уайт, показав великолепный снукер, вышел в финал, но проиграл малоизвестному Стивену Магуайру, 3:9. Через один турнир Джимми во второй раз за сезон дошёл до финала, и на сей раз победил Пола Хантера со счётом 9:7. После этих успехов Уайт поднялся на одиннадцатую строчку в мировой табели о рангах, самую высокую за десять лет.
- Джимми Уайт побеждает на турнире Players Championship-2004. видео

Но именно следующий год стал началом краха игры Джимми. На Гран-при он пробился во второй круг, где проиграл соотечественнику Иан Маккалоху. Потом последовал стремительный спад. На следующем турнире Уайт был обыгран юным китайцем Дин Цзюньхуэем 1:5. Неудачи преследовали Джимми и на чемпионате Великобритании, где он сдался из-за плохого самочувствия при счёте 0:7. На Мальте и Irish Masters он всё-таки преодолел первый раунд. Затем последовал мгновенный вылет из Welsh Open и China Open. На чемпионате мира Уайт добрался до стадии 1/8, но уступил Мэттью Стивенсу — 5:13. Несмотря на проваленный сезон, Уайт повысился в рейтинге до восьмого места. Но за следующие полтора года он только один раз дошёл до 1/8-й — на Гран-при, а в остальных случаях выбывал в первом раунде. На сей раз место в мировом рейтинге соответствовало уровню игры — он стал тридцать пятым. В следующем сезоне он скатился ещё на 25 пунктов и не сумел квалифицироваться ни на один из рейтинговых турниров. На чемпионате мира Уайт добрался до 1/32 финала, однако у него заболела шея, и он проиграл Марку Кингу 3:10. Он оказался в шаге от выхода в финальную часть ЧМ и в шаге от top-64. Уайт должен был покинуть «высшую лигу», но спасся за счёт лучшей разницы набранных очков и всё-таки остался играть на следующий год. На стартовом турнире следующего сезона Джимми снова сумел пробраться через трудную квалификацию до 1/32 финала, где проиграл Барри Хокинсу 3:5.
Превзошёл свой успех Уайт на втором по счёту соревновании — Шанхай Мастерс, который состоялся в конце сентября. Он преодолел квалификацию, причём на пути к 1/16-й обыграл таких игроков, как Эндрю Хиггинсон (5:3) и Кен Доэрти (5:0). Стоит отметить, что Джимми начал играть со второго круга из-за отказа Джона Пэррота участвовать в соревновании. В уайлд-кард раунде Джимми противостоял китаец Сяо Годун. Несмотря на прошлогоднее поражение от Годуна на одном из турниров, здесь англичанин показал игру, близкую к прежней, и победил его со счётом 5:2. Уже в основной сетке турнира он вновь встретился с Кингом. На этот раз матч выдался куда более напряжённым, и Уайту уступил в последней партии.
В 2009 году Уайт вышел в основную сетку турнира Welsh Open, в последнем раунде квалификации обыграв Кена Доэрти 5:0. В июле выиграл турнир Sangsom 6 Red World Grand Prix, проводившийся во второй раз и игравшийся при 6 красных шарах вместо обычного формата в 15 красных. В финале Уайт обыграл Барри Хокинса 8:6 и завоевал свой 25-й титул победителя нерейтингового турнира.

#### Сезон 2009/10
В октябре 2009 года Джимми выиграл выставочный турнир World Series of Snooker в Праге, одолев в финале Грэма Дотта 5:3. Ни на одном из рейтинговых турниров Уайт не смог квалифицироваться. Даже на чемпионате мира он проиграл во втором матче Кену Доэрти — 3:10. По результатам сезона Джимми стал 60-м в официальном рейтинге.

#### Сезон 2010/11
В сезоне 2010/11 Уайт трижды достигал финальной стадии рейтинговых турниров (World Open, чемпионат Великобритании и China Open), и все три раза уступал своим соперникам в первом раунде. На World Open и чемпионате Британии Джимми сыграл два довольно редких для этого времени матча — против Ронни О’Салливана и Стивена Хендри соответственно. В обоих случаях он имел шансы на победу, причём в матче против Хендри он вёл 8:7 в игре до 9 побед — но всё же проиграл. На китайский же турнир Уайту просто не выдали визу, из-за чего ему не удалось провести матч основной стадии (точнее — уайлд-кард раунда). Но главным достижением в сезоне стала победа на возобновлённом чемпионате мира среди ветеранов — там Джимми обыграл Клиффа Торбурна, Джона Пэррота и в финале Стива Дэвиса, и завоевал свой второй (после победы на любительском ЧМ в самом начале карьеры) титул чемпиона мира. Впрочем, на профессиональном мировом первенстве Джимми проиграл в первом же матче квалификации, и упустил шанс вернуться в Топ-48 официального рейтинга. В итоге он занял 55 место.

### 2020 — настоящее время
В 2022 году Уайт впервые за 12 лет квалифицировался в основную часть чемпионата Великобритании. Он стал самым возрастным игроком, квалифицировавшимся на турнир с 1993 года.

## Достижения
Уайту принадлежат многие достижения и рекорды. Он стал самым молодым победителем любительского чемпионата мира и одним из самых молодых победителей первенства Англии по той же версии. По заработанным призовым Джимми идёт на четвёртом месте после Стивена Хендри, Ронни О’Салливана и Стива Дэвиса, а в 1999 году за заслуги перед Соединённым Королевством он удостоился Ордена
Британской империи. Уайт — один из самых серийных снукеристов мира, на его счету 317 сенчури, он входит в число двадцати лучших снукеристов за всю историю по этому показателю. Он является одним из всего пяти игроков в истории снукера, которым удавалось сделать максимальный брейк на чемпионате мира. Шесть раз леворукий Джимми пытался покорить титул чемпиона, но так и не сумел сделать это. Его называют Народным чемпионом, поскольку простой, с немного залихватскими манерами, лондонец стал любимцем.
Кроме достижений, напрямую связанными со снукером, в начале девяностых Уайт тренировал и содействовал становлению как игрока Ронни О’Салливана. В жизни Уайт и О’Салливан — друзья.
Позже Уайт стал тренировать бельгийца Люку Бреселя.

## Стиль игры
Свою большую популярность Уайт получил, в том числе, благодаря стилю поведения у снукерного стола. Джимми известен прежде всего своей скоростной и атакующей игрой — именно благодаря такому стилю он и получил прозвище «Вихрь». Он — один из немногих игроков, которым хорошо удаётся выполнять удары с сильнейшими винтами и при этом более-менее контролировать траекторию битка. Джимми Уайт чаще других снукеристов выбирает очень сложные атакующие удары в критических игровых ситуациях, когда промах может привести к проигрышу партии или матча. Интересно, что, несмотря на преимущественно атакующий стиль игры, он умеет хорошо вести серию позиционных ударов. По игре и, в частности, её зрелищности, Джимми сравнивают с другим знаменитым снукеристом — Алексом Хиггинсом, хотя уровень серийности, по статистике, значительно выше у Уайта.

## Статистика выступлений на профессиональных турнирах

### Рейтинговые турниры
| Легенда                          |
| Чемпионат мира (0-6)             |
| Чемпионат Великобритании (1-2)   |
| Другие рейтинговые турниры (8-6) |

| Результат  | №   | Год  | Турнир                             | Соперник в финале   | Счёт  |
| Финалист   | 1.  | 1982 | Гран-при                           | Рэй Риардон         | 5:10  |
| Финалист   | 2.  | 1984 | Чемпионат мира                     | Стив Дэвис          | 16:18 |
| Финалист   | 3.  | 1985 | Goya Matchroom Trophy              | Клифф Торбурн       | 10:12 |
| Победитель | 1.  | 1986 | Mercantile Credit Classic          | Клифф Торбурн       | 13:12 |
| Победитель | 2.  | 1986 | Гран-при                           | Рекс Уильямс        | 10:6  |
| Финалист   | 3.  | 1987 | Чемпионат Великобритании           | Стив Дэвис          | 14:16 |
| Победитель | 3.  | 1987 | British Open                       | Нил Фудс            | 13:9  |
| Финалист   | 4.  | 1987 | Mercantile Credit Classic          | Стив Дэвис          | 12:13 |
| Финалист   | 5.  | 1988 | Fidelity Unit Trusts International | Стив Дэвис          | 6:12  |
| Победитель | 4.  | 1988 | Канадиан Мастерс                   | Стив Дэвис          | 9:4   |
| Финалист   | 6.  | 1990 | Чемпионат мира                     | Стивен Хендри       | 12:18 |
| Финалист   | 7.  | 1991 | Чемпионат мира                     | Джон Пэррот         | 11:18 |
| Финалист   | 8.  | 1991 | Чемпионат Великобритании           | Джон Пэррот         | 13:16 |
| Победитель | 5.  | 1991 | Mercantile Credit Classic          | Стивен Хендри       | 10:4  |
| Победитель | 6.  | 1992 | European Open                      | Марк Джонстон-Аллен | 9:3   |
| Финалист   | 9.  | 1992 | Чемпионат мира                     | Стивен Хендри       | 14:18 |
| Победитель | 7.  | 1992 | Чемпионат Великобритании           | Джон Пэррот         | 16:9  |
| Победитель | 8.  | 1992 | Гран-при                           | Кен Доэрти          | 10:9  |
| Победитель | 9.  | 1992 | British Open                       | Джеймс Уоттана      | 10:7  |
| Финалист   | 10. | 1993 | Чемпионат мира                     | Стивен Хендри       | 5:18  |
| Финалист   | 11. | 1994 | Чемпионат мира                     | Стивен Хендри       | 17:18 |
| Финалист   | 12. | 2000 | British Open                       | Питер Эбдон         | 6:9   |
| Финалист   | 13. | 2004 | European Open                      | Стивен Магуайр      | 3:9   |
| Победитель | 10. | 2004 | Players Championship               | Пол Хантер          | 9:7   |

### Нерейтинговые турниры
| Результат  | №   | Год  | Турнир                         | Соперник в финале | Счёт |
| Победитель | 1.  | 1981 | Scottish Masters               | Клифф Торбурн     | 9:4  |
| Победитель | 2.  | 1981 | Northern Ireland Classic       | Стив Дэвис        | 11:9 |
| Финалист   | 1.  | 1984 | Scottish Masters               | Стив Дэвис        | 4:9  |
| Победитель | 3.  | 1984 | Мастерс                        | Терри Гриффитс    | 9:5  |
| Победитель | 4.  | 1984 | Carlsberg Challenge            | Тони Ноулз        | 9:7  |
| Победитель | 5.  | 1984 | Thailand Masters               | Терри Гриффитс    | 4:3  |
| Победитель | 6.  | 1985 | Irish Masters                  | Алекс Хиггинс     | 9:5  |
| Финалист   | 2.  | 1985 | Pot Black Cup                  | Дуг Маунтджой     | 0:2  |
| Победитель | 7.  | 1985 | Carlsberg Challenge            | Алекс Хиггинс     | 8:3  |
| Победитель | 8.  | 1986 | Irish Masters                  | Вилли Торн        | 9:5  |
| Финалист   | 3.  | 1986 | Мастерс                        | Клифф Торбурн     | 5:9  |
| Победитель | 9.  | 1986 | Pot Black Cup                  | Кирк Стивенс      | 2:0  |
| Финалист   | 4.  | 1987 | Канадиан Мастерс               | Деннис Тейлор     | 7:9  |
| Победитель | 10. | 1989 | World Matchplay                | Джон Пэррот       | 18:9 |
| Победитель | 11. | 1990 | World Matchplay                | Стивен Хендри     | 18:9 |
| Победитель | 12. | 1991 | Hong Kong Masters              | Нил Фудс          | 6:3  |
| Победитель | 13. | 1991 | World Masters                  | Тони Драго        | 10:6 |
| Победитель | 14. | 1991 | European Challenge             | Стив Дэвис        | 4:1  |
| Победитель | 15. | 1993 | Премьер-лига                   | Алан Макманус     | 10:7 |
| Финалист   | 5.  | 1998 | Премьер-лига                   | Кен Доэрти        | 2:10 |
| Финалист   | 6.  | 1999 | Премьер-лига                   | Джон Хиггинс      | 4:9  |
| Победитель | 16. | 1999 | Pontins Professional           | Мэттью Стивенс    | 9:5  |
| Финалист   | 7.  | 2006 | Премьер-лига                   | Ронни О'Салливан  | 0:7  |
| Победитель | 17. | 2009 | Sangsom 6 Red World Grand Prix | Барри Хокинс      | 8:6  |
| Победитель | 18. | 2010 | Чемпионат мира среди ветеранов | Стив Дэвис        | 4:1  |

### Командные достижения
- World Doubles Championship
  - 1984 Победитель. Финальный счёт: Джимми Уайт и Алекс Хиггинс 10:2 Клифф Торбурн и Вилли Торн
  - 1983 Финалист. Финальный счёт: Джимми Уайт и Тони Ноулз 2:10 Стив Дэвис и Тони Мео
- Кубок мира[9]
  - 1988 Победитель. Финальный счёт: Сборная Англии 9:7 Сборная Австралии
  - 1989 Победитель. Финальный счёт: Сборная Англии 9:8 Сборная мира
  - 1982 Финалист. Финальный счёт: Сборная Канады 4:2 Сборная Англии

## Места в мировой табели о рангах
| Сезон                 | Место |
| --------------------- | ----- |
| 1980/81               | Дебют |
| 1981/82               | 21    |
| 1982/83               | 10    |
| 1983/84               | 11    |
| 1984/85               | 7     |
| 1985/86               | 7     |
| 1986/87               | 5     |
| 1987/88               | 2     |
| 1988/89               | 2     |
| 1989/90               | 3     |
| 1990/91               | 4     |
| 1991/92               | 3     |
| 1992/93               | 3     |
| 1993/94               | 3     |
| 1994/95               | 4     |
| 1995/96               | 7     |
| 1996/97               | 13    |
| 1997/98               | 21    |
| 1998/99               | 18    |
| 1999/00               | 16    |
| 2000/01               | 18    |
| 2001/02               | 11    |
| 2002/03               | 10    |
| 2003/04               | 15    |
| 2004/05               | 11    |
| 2005/06               | 8     |
| 2006/07               | 35    |
| 2007/08               | 60    |
| 2008/09               | 65    |
| 2009/10               | 56    |
| 2010/11               | 60    |
| 2010/11. 1-й пересчёт | 64    |
| 2010/11. 2-й пересчёт | 57    |
| 2010/11. 3-й пересчёт | 58    |
| 2011/12               | 55    |
| 2011/12. 1-й пересчёт | 54    |
| 2011/12. 2-й пересчёт | 47    |
| 2011/12. 3-й пересчёт | 48    |